# Сорго
Со́рго (лат. Sorghum), болгарское пшено — род однолетних и многолетних травянистых растений семейства Злаки, или Мятликовые (Poaceae). Включает около 30 видов, которые произрастают в Азии, Африке, Южной и Северной Америке, Европе и Австралии. Ряд видов сорго выращивается как культурное растение — хлебное, техническое и кормовое.

## Название
По некоторым источникам название может происходить от лат. Sorgus — возвышаться, однако более распространенной версией является заимствование из разговорной латыни suricum granum (Сирийское зерно) через лат. surico (ок X века н. э.) и итал. sorgo, soricum, surgus, suricum (XII век н. э.).

## Ботаническое описание
Теплолюбивое, засухоустойчивое, солестойкое травянистое растение, внешне напоминающее кукурузу. Легко приспосабливается к различным почвам.

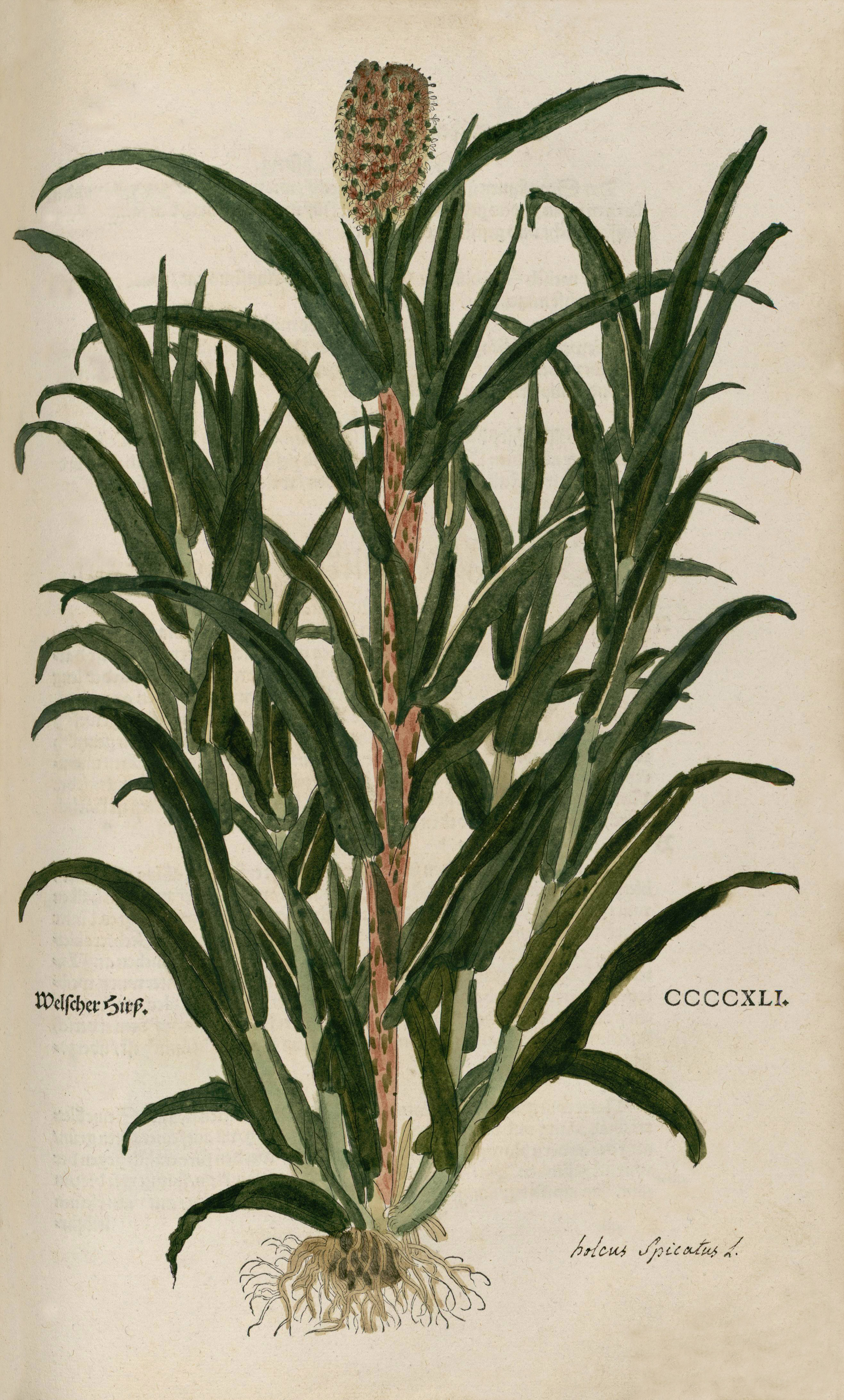
Ботаническая иллюстрация 1543 года
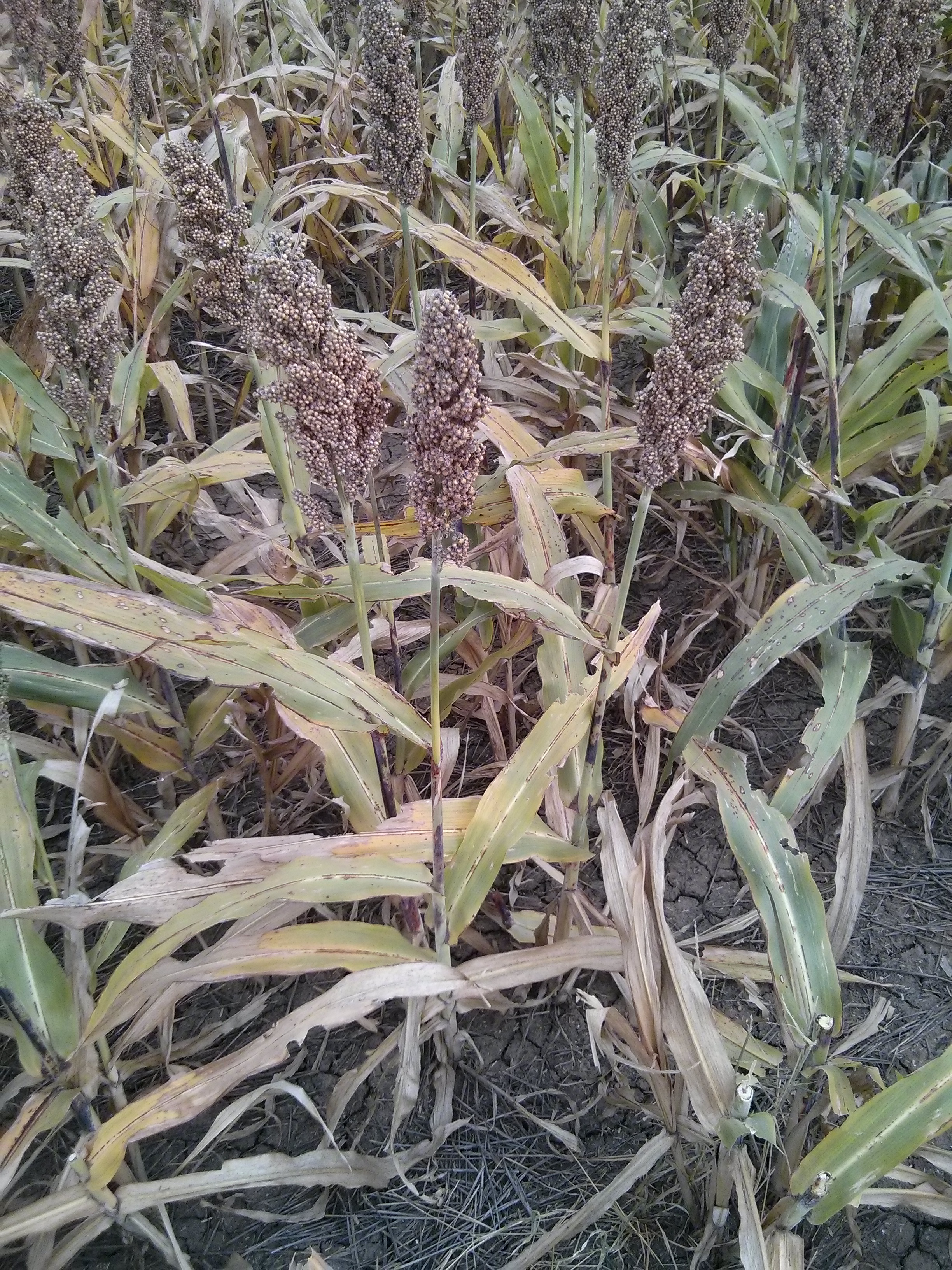
Внешний вид растения
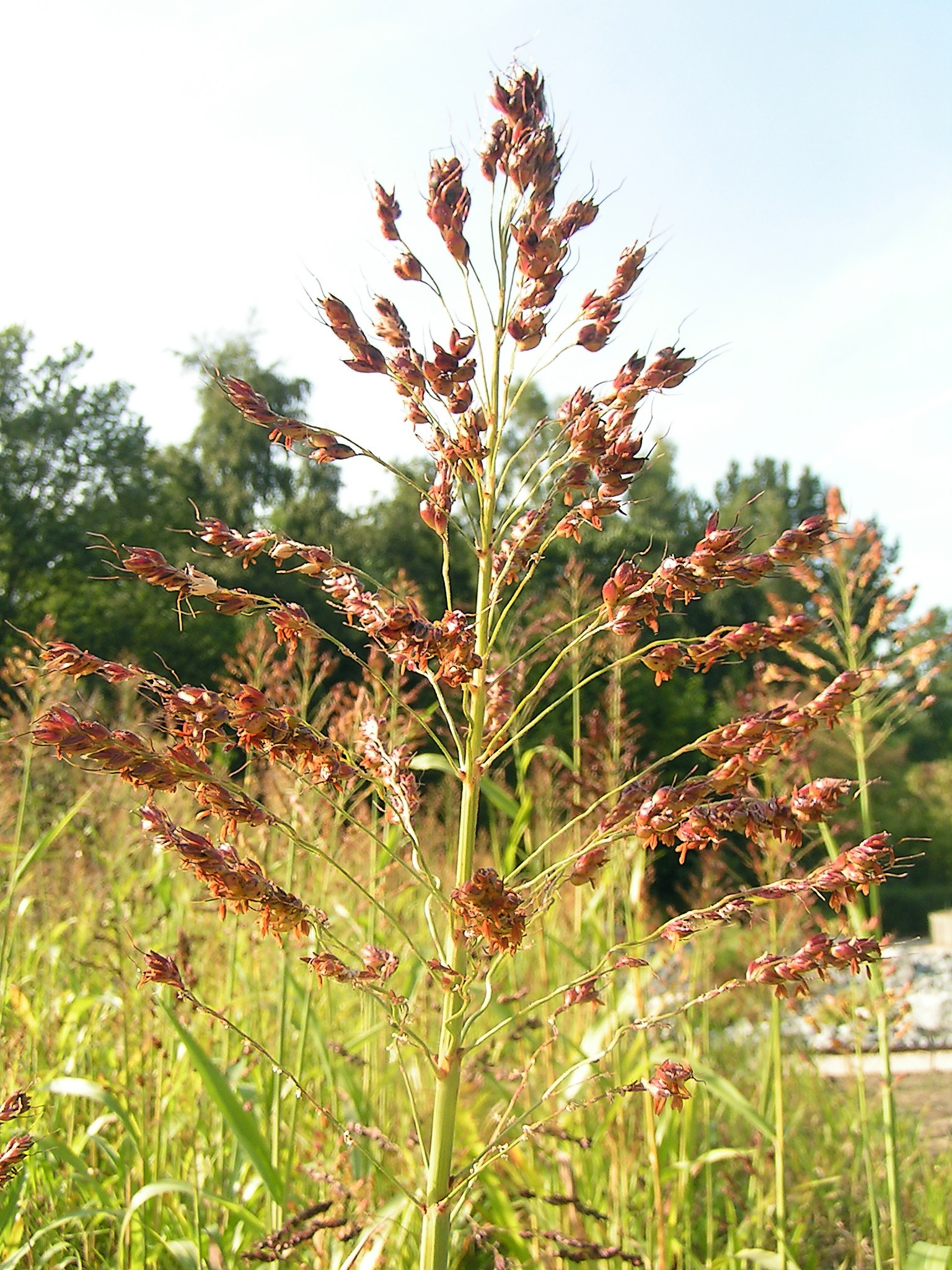
Метёлка
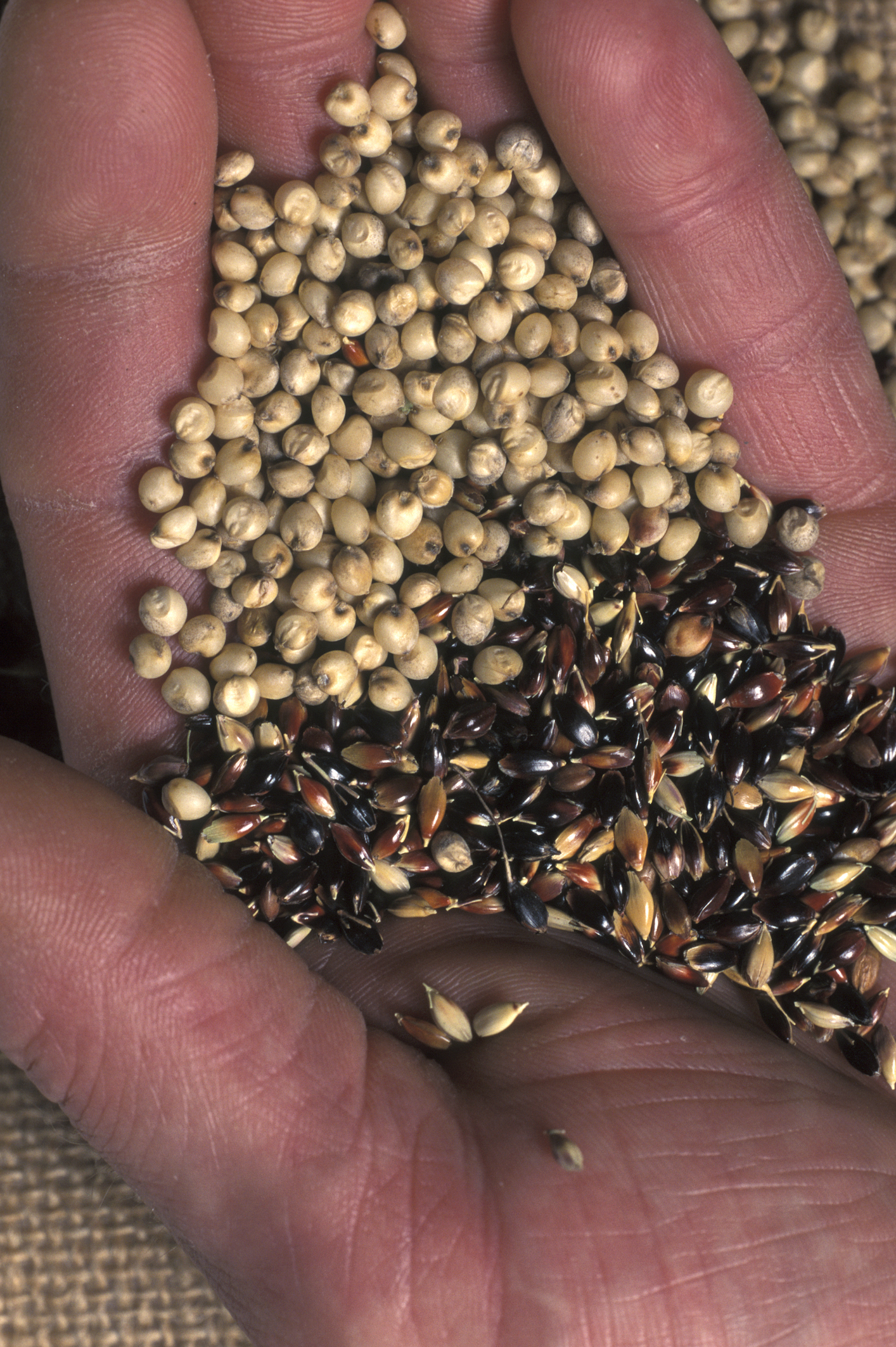
Семена

Прямой высокий стебель может иметь высоту от 0,5 м у карликовых форм до 7 м у некоторых тропических сортов. Внутренняя полость отсутствует. Внутренняя часть заполнена паренхимой. У большинства сортов стебель при созревании становится сухим, у сахарного сорго остаётся сочным. Культурные формы сорго обычно имеют несколько стеблей. Хорошо развита корневая система, её глубина может достигать 2—2,5 м. Форма листовой пластинки ланцетовидная, края острые. Соцветие — метёлка, прямостоячая, развесистая, пониклая или согнутая. Обычная длина метёлки от 10 до 70 см, в некоторых случаях может быть больше. Семя — зерно, как правило, овальное или яйцевидное, может быть плёнчатым или голым. Цвет белый, розовый, красный или жёлтый. Масса зёрнышка 5—32 мг..
Опыление перекрёстное. Вегетационный период 120—130 суток.

## Места произрастания
В культурной или дикой форме встречается в Азии, главным образом в юго-западной части, Экваториальной и Южной Африке, Южной и Северной Америке, на юге Европы, в Австралии.
На постсоветском пространстве сорго выращивается на юге России, в степной зоне Украины, в Молдавии, Казахстане.
Родина сорго — Экваториальная Африка, вторичные центры распространения — Индия и Китай, в Индии сорго выращивали с III тыс. до н. э., а в Китае и Египте — со II тыс. до н. э. В XV веке сорго завезли в Европу, а в XVII веке — в Америку.
Академик Н. И. Вавилов считал Африку и Китай самостоятельными очагами происхождения культурных форм сорго. Вторичным очагом его культивирования Н. И. Вавилов называл Индию, где оно до сих пор является одним из важнейших хлебных злаков.

## Общая характеристика культуры
По биологическим характеристикам, больших различий между группами сорго нет. Сорго — культура теплолюбивая, жаро- и засухоустойчивая. Оптимальная температура для прорастания семян, роста и развития растений составляет +20…+30 °С. Растения не переносят заморозков в любой фазе развития. Весенние заморозки могут полностью уничтожить или значительно изредить посевы, поэтому не стоит торопиться со сроками посева. Похолодание во время цветения, даже при положительных температурах, может привести к череззернице.
Для полного вызревания большинства сортов сорго сумма положительных температур должна составлять 3000—3800 °.
Сорго не требовательно к влаге. Количество воды, необходимое для набухания семян сорго, составляет 35 % от общей массы семян (для кукурузы — 40 %, чумизы — 42 %, могара — 58 %, пшеницы — 60 %). Установлено также, что на образование единицы сухого вещества сорго расходует 300 частей воды (суданская трава — 340, кукуруза — 338, пшеница — 515, ячмень — 534, овёс — 600, горох — 730, люцерна — 830, подсолнечник — 895, клещевина — 1200).
Исследования анатомического строения, биологических и физиологических особенностей сорго показали его высокую ксерофитность, которая обусловлена не только мощностью и избирательной способностью корневой системы, но и особенностями строения листовой поверхности, устьичного аппарата, наличием плотного эпидермиса и белого воскового налёта.
Особенностью сорго является низкая скорость роста в его начальном периоде, а также способность приостанавливать свой рост в период неблагоприятных условий для роста и развития и оставаться в анабиотическом состоянии до тех пор, пока не наступят благоприятные условия.
Сорговые культуры хорошо отрастают после скашивания, что активно используется в кормопроизводстве. В условиях Ставропольского края при орошении можно получать за сезон до 4 полноценных укосов. При применении орошения наиболее экономически выгодным является скашивание суданской травы в фазу «начало вымётывания», даёт возможность сократить межукосный период и получать в условиях Саратовской области три полноценных укоса за сезон.
Несмотря на высокую засухоустойчивость, сорго сильно реагирует на влагообеспеченность и даёт большую прибавку урожая. В условиях предгорной сухостепной зоны Казахстана при орошении зерновое сорго способно давать зерна́ от 52,6 до 62,5 ц/га.
Сорго — светолюбивое растение короткого дня. Это обусловлено приспособлением его к высокому солнцестоянию и связано с большой требовательностью к напряжённости коротковолновой радиации. У большинства образцов сорго при коротком дне вегетация сокращается, а при длинном (свыше 15 часов) — увеличивается. В то же время имеются нейтральные и слабо-чувствительные к продолжительности дня сорта и формы сорго.
Сорго — довольно неприхотливая к почвам культура и может произрастать на плодородных суглинках, лёгких песчаных и хорошо аэрируемых глинистых, чистых от сорняков почвах. Зачастую сорго используют для освоения целинных и рекультивированных земель. Кроме того, обладая мощной корневой системой, сорго может давать удовлетворительные и хорошие урожаи в течение ряда лет на обеднённой и истощённой для других злаков почве. Сорго не переносит только холодные, заболоченные почвы и плохо растёт на кислых почвах. Неприхотливость к почвам позволяет использовать сорго в качестве первой культуры при освоении эродированных склонов.
Сорго, будучи нетребовательно к почвам, положительно отзывается на улучшение условий минерального питания, особенно на бедных почвах.

## Использование

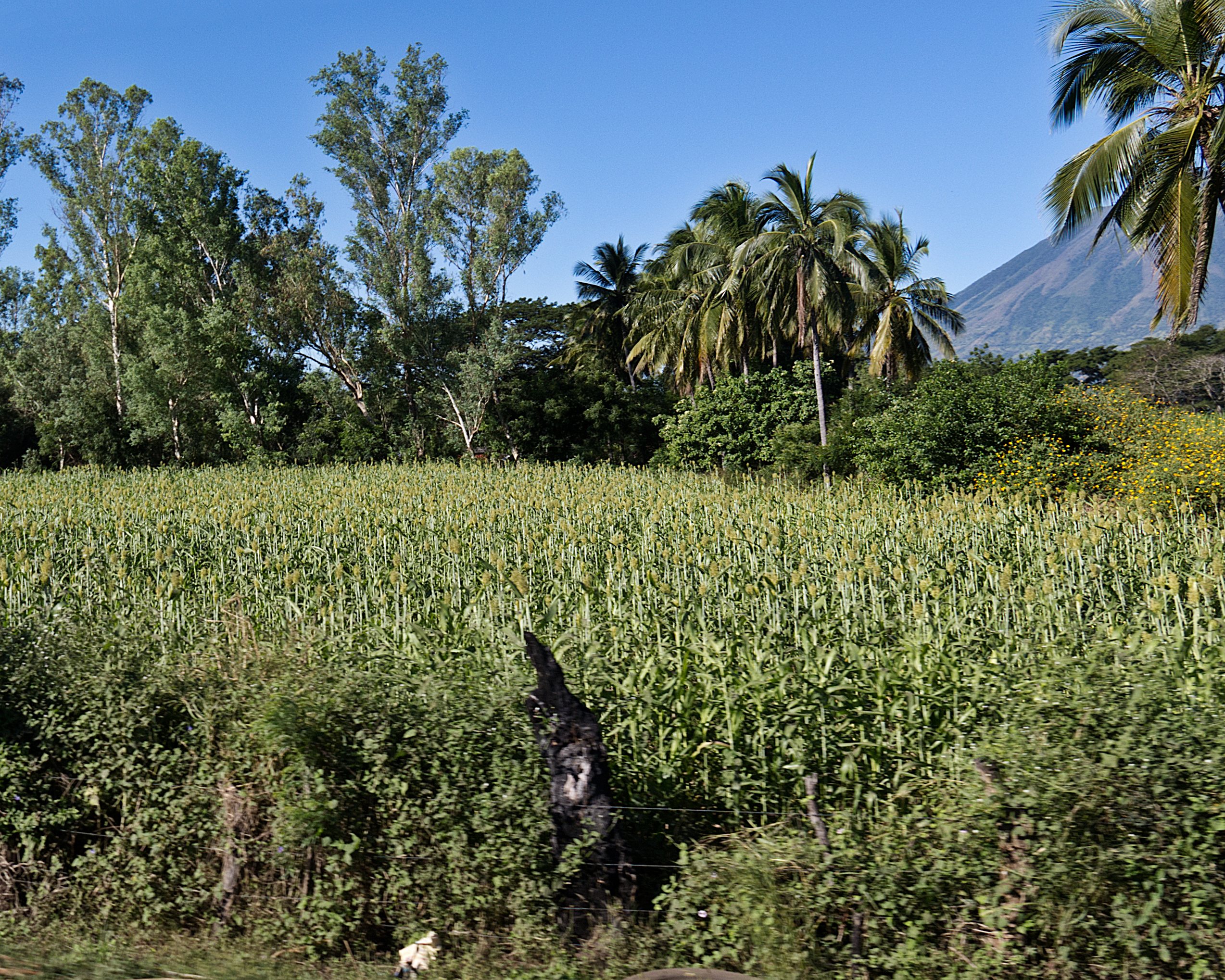
Поле сорго в Центральной Америке

Зерно сорго перерабатывают на крупу, муку и крахмал, спирт. Зелёная масса идёт на корм для скота, в том числе на силос, но не любая, поскольку молодые растения многих видов сорго ядовиты.
Сухие травянистые части используют как топливо, соцветия некоторых видов — как сырьё для получения воска и красной краски для кож. Из соломы изготовляют плетёные изделия, бумагу, веники, используют как строительный материал для кровель и изгородей.
Целесообразность возделывания сорго в засушливых и полузасушливых регионах планеты обусловливается его универсальностью и высокой продуктивностью. Зелёная масса и зерно охотно поедается многими видами сельскохозяйственных животных. Сорго не только высокоурожайная культура, оно богато углеводами, белками, каротином, дубильными веществами, витаминами, которые играют важную роль в повышении продуктивности животных.

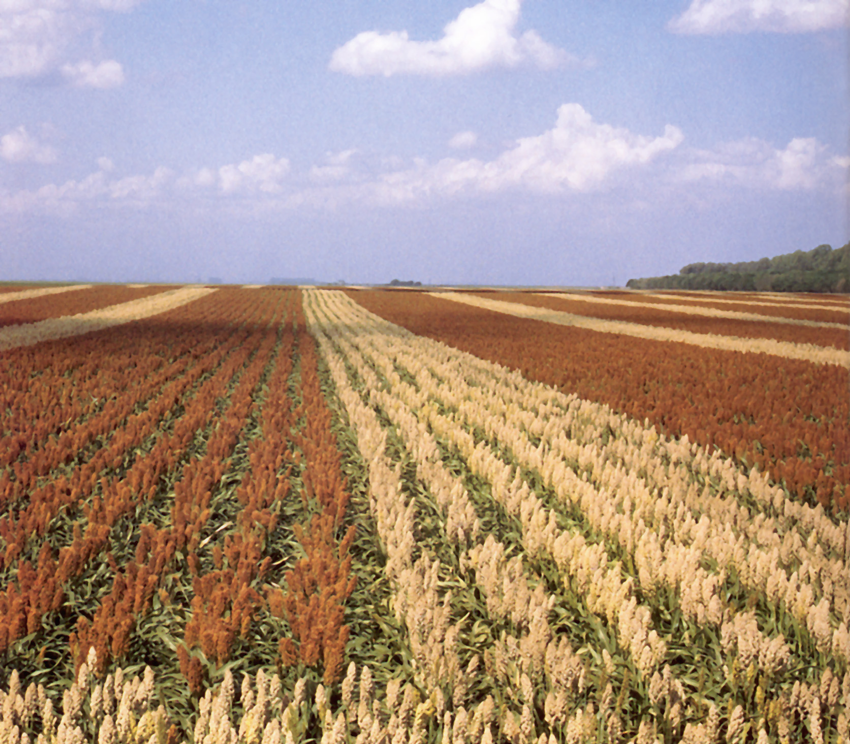
Ферма с традиционной и гибридной разновидностью сорго

По питательным свойствам зерно и зелёная масса сорго почти не уступают кукурузе, а в некоторых регионах и превосходят её. Кроме фуража, зерно сорго используется для спиртовой и крахмалопаточной промышленности. В странах Третьего мира техническое (веничное) сорго широко используется для производства различных мётел и веников.
Молодые растения некоторых видов сорго наряду с высоким качеством зерна и зелёной массы содержат в зерне танин и синильную кислоту в листьях и стеблях растений, что в некоторых случаях приводило к отравлению животных.
Сахарное сорго и суданская трава хорошо зарекомендовали себя в смешанных посевах с бобовыми травами, кукурузой, подсолнечником. Сочный стебель, богатый сахарами, позволяет получать сбалансированный силос и сенаж, при этом продуктивность посевов остается очень высокой.

### Производство
Согласно данным ФАО, крупнейшим производителем сорго в 2016 году были Соединённые Штаты Америки (9,7 млн тонн). За ними в числе основных производителей сорго следуют Нигерия, Судан, Мексика, Эфиопия и Индия. Также много сорго выращивают в следующих странах: Австралия, Бразилия, Китай, Буркина-Фасо, Аргентина, Мали, Камерун, Египет, Нигер, Танзания, Чад, Уганда, Мозамбик, Венесуэла и Гана. В России в 2007 году произвели 351 тыс. тонн сорго, в 2016 году — 313 тысяч тонн.
Во всём мире в 2010 году собрали 55,6 млн тонн сорго, а в 2016 году — 63,9 млн тонн. Средняя урожайность составила 1,37 тонны с гектара. Наиболее продуктивными были фермерские хозяйства в Иордании, где урожайность достигла 12,7 тонн с гектара. Средняя урожайность в крупнейшем производителе сорго, США, составила 4,5 тонны с гектара.
Площади, отводимые для выращивания сорго, уменьшаются, в то время как урожайность с гектара растёт. За последние 40 лет наибольшее в мире количество сорго было произведено в 1985 году — 77,6 миллиона тонн.
| Страна       | 1985  | 1995  | 2005 | 2012 | 2014  | 2016  | 2022 |
| ------------ | ----- | ----- | ---- | ---- | ----- | ----- | ---- |
| Нигерия      | 4911  | 6997  | 8028 | 6900 | 6741  | 6939  | 6806 |
| Судан        | 3597  | 2450  | 2600 | 1883 | 6281  | 6466  | 5248 |
| США          | 28456 | 11650 | 9848 | 6272 | 10987 | 12199 | 4770 |
| Мексика      | 6597  | 4170  | 6300 | 6969 | 8394  | 5006  | 4754 |
| Эфиопия      | —     | 1141  | 1800 | 3604 | 4339  | 4752  | 4200 |
| Индия        | 10197 | 9327  | 8000 | 6010 | 5390  | 4410  | 4151 |
| Китай        | 5696  | 4854  | 2593 | 2003 | 2885  | 2401  | 3180 |
| Бразилия     | 268   | 277   | 1530 | 2016 | 2279  | 1154  | 2923 |
| Аргентина    | 6200  | 1649  | 2900 | 4252 | 3466  | 3029  | 2883 |
| Австралия    | 1369  | 1273  | 1748 | 2238 | 1282  | 1791  | 2648 |
| Нигер        | 329   | 266   | 944  | 1376 | 1426  | 1808  | 2101 |
| Буркина-Фасо | 798   | 1266  | 1553 | 1923 | 1707  | 1742  | 2014 |

## Классификация сорго
Несмотря на то, что растение используется и изучается с древнейших времён, выработать общепризнанную классификацию долгое время не удавалось. Это объясняется многочисленностью сортов и промежуточных форм, их широким распространением и разнообразием эколого-географических условий произрастания.
Т. Сноуден, Де Ветт, Дж. П. Хюкбэй и др. разделили род сорго на 2 секции, одна из которых включала в себя 28 возделываемых, другая 24 диких родственных подвида. Штапф и Сноуден разделили секции на две подсекции: первая составила однолетние виды, вторая — многолетние.
Основы научной биологической классификации сорго были разработаны Сноуденом, Штапфом и Иванюкович. В 1969 году Якушевский предложил объединить разные формы сорго в группы в зависимости от их хозяйственного использования, а не биологических особенностей. Такая классификация более удобна в практическом применении, хотя её использование не целесообразно в теоретических исследованиях.
Сорго двуцветное (Sorghum bicolor) сборный вид, включает в себя несколько форм, в том числе Сорго сахарное (Sorghum saccuratum), Сорго техническое (Sorghum technicum) и зерновые сорго негритянское (Sorghum bantuorum Jakuschev)>, гвинейское (Sorghum guineense), китайское (Sorghum chinense) и кафрское (Sorghum caffrorum), считавшиеся видами в классификации Якушевского.

### Классификация Якушевского
В СССР и некоторых других соргосеющих странах применялась систематизация сорго, предложенная Е. С. Якушевским в 1969 году, где всё многообразие форм сорговых культур подразделено по принципу хозяйственного использования на 4 группы (зерновое, сахарное, травянистое и веничное) и 8 видов (сорго зерновое гвинейское, сорго зерновое кафрское, сорго зерновое негритянское, сорго зерновое хлебное, сорго зерновое китайское, сорго сахарное, сорго травянистое, сорго техническое или веничное).

#### Зерновое сорго
1. Сорго зерновое гвинейское (Sorghum guineense Stapf., Jakuschev.) — наибольшее разнообразие разновидностей наблюдается в странах Западной Экваториальной Африки, находящихся южнее Сахары, в том числе прилегающих к Гвинейскому заливу.
2. Сорго зерновое кафрское — Sorghum caffrorum Beauv. Jakuschev. — характерно для Южной Африки для местностей, расположенных к югу от 10° ю. ш, здесь наиболее высоко сортовое разнообразие. Наиболее распространённый вид на территории бывшего СССР.
3. Сорго зерновое негритянское (Sorghum bantuorum Jakuschev.) — наибольшее разнообразие встречается в странах Центральной и Восточной Экваториальной Африки. На территории СНГ негритянское сорго не получило большого распространения.
4. Сорго зерновое хлебное (Sorghum durra Forsk., Jakuschev.) — главная область распространения находится в странах Северо-Восточной Африки, Ближнего и Среднего Востока, в Аравии, Индии и Пакистане, где оно возделывается наиболее давно. Основные представители — дурра, джугара, майло. В зависимости от формы и строения колосков, плёнок и зерна выделены следующие подвиды:
- сорго эфиопское (S.durra ssp. aethiopicum Jakuschev.);
- сорго нубийское (S.durra ssp. nubicum Jakuschev.);
- сорго арабское (S.durra ssp. arabicum Jakuschev.).

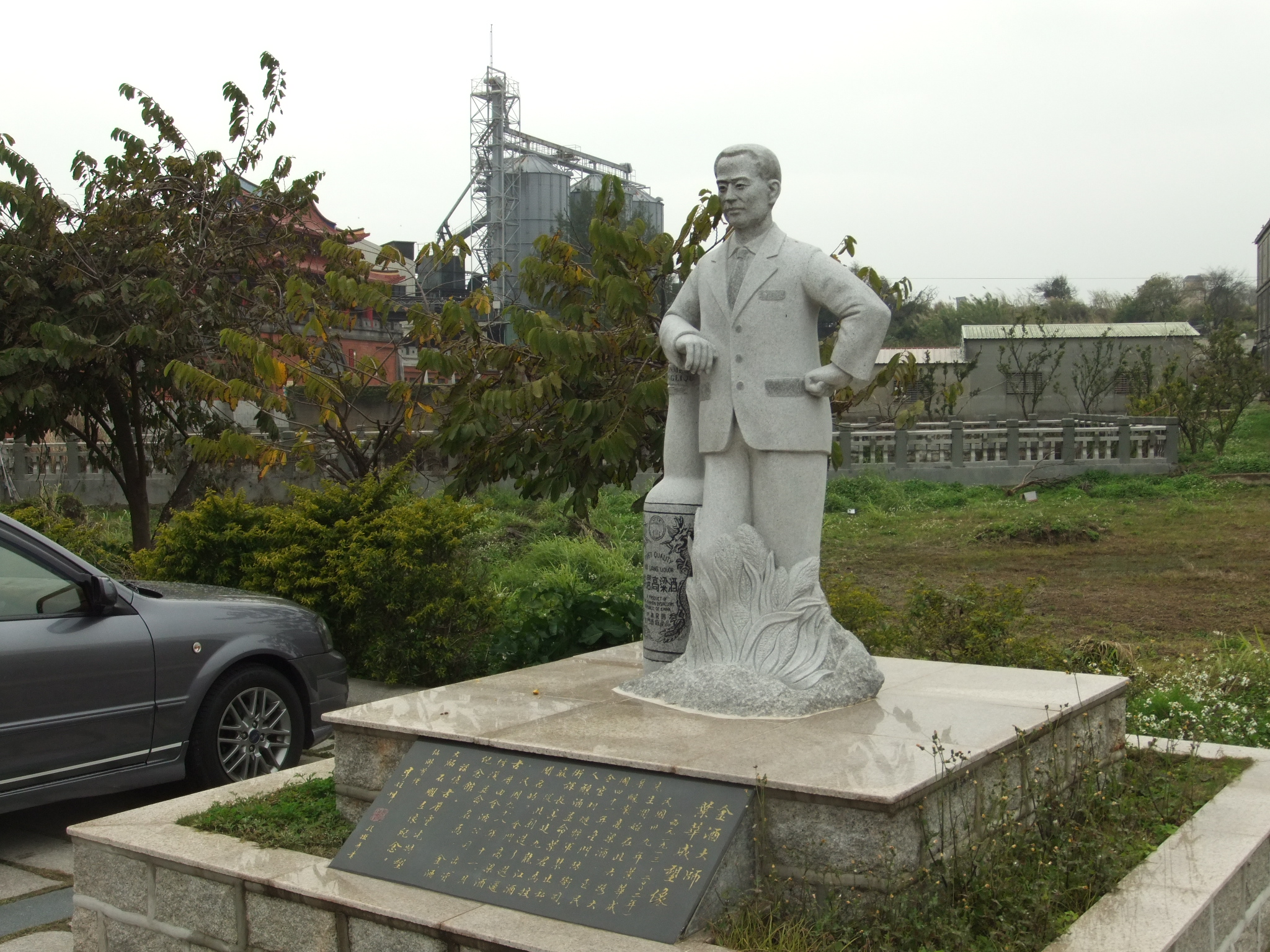
Памятник основателю цзиньмэньской винокурни Е Хуачэну перед его родным предприятием, где и по сей день производят цзиньмэньскую гаоляновую водку

5. Сорго зерновое китайское (Sorghum chinense Jakuschev.) — или гаолян, — относительно холодостойкий и скороспелый вид. Отличается красновато-бурым цветом зерна. Распространён в Корее, Китае, Японии. Избыток танинов, придающих зерну горький вкус, препятствует его широкому распространению. Используется в селекционных программах для придания гибридам холодостойкости, скороспелости и устойчивости к некоторым болезням и вредителям. По характеру эндосперма зерновки подразделяется на:
- гаолян обыкновенный (S. chinense convar.communis Jakuschev.) с эндоспермом стекловидной или мучнистой консистенции[14].
- гаолян восковидный (S. chinense convar, glutinosum Jakuschev.) с эндоспермом матово-белой или восковидной консистенции[14].

#### Сахарное сорго
Сорго сахарное (Sorghum saccuratum Jakuschev.) — универсальная культура, может использоваться для производства кормов, пищевых продуктов и биотоплива. С одного гектара посевов можно собирать 220—500 ц биомассы стеблей и 25—50 ц, иногда до 100 ц зерна. Сок может содержать до 20 % сахаров. В 100 кг зелёной массы сахарного сорго содержится 24—25 кормовых единиц. Стебли содержат 14—15 % сахара. В соке сахарного сорго, полученного вальцовым прессованием, содержится не меньше сахаров, чем соке сахарного тростника, но кроме сахарозы, содержит заметное количество глюкозы, фруктозы и растворимого крахмала. Растворимый крахмал препятствует кристаллизации, поэтому из сока сахарного сорго получают не кристаллизованный сахар, а патоку или сироп, с содержанием сухих веществ около 75 %. Выход такого сока составляет около 20 % массы стеблей.

#### Травянистое сорго
Объединяет множество дикорастущих однолетних и многолетних форм, из них два вида культивируется.
- Суданская трава (Sorghum sudanense Jakuschev.[18]) — одна из наиболее ценных однолетних кормовых трав, широко возделывается в различных почвенно-климатических условиях. Культивируется с 1909 года. При скрещивании с некоторыми сортами зернового сорго получают сорго-суданковые гибриды, превосходящие по многим показателям свои родительские формы. Суданская трава и её гибриды с зерновым сорго прекрасно отрастают после покосов и стравливания скоту[13][19].
- Сорго щедрое (Sorghum × almum Parodi[20]) — Выведен в Южной Индии путём скрещивания гвинейского сорго с гумаем. От суданской травы отличается короткими, скученно расположенными корневищами, позднеспелостью, мощностью растений, устойчивостью к бактериозам и полеганию[13].

#### Техническое сорго
Сорго техническое, или веничное (Sorghum technikus (Koern.) Rozchev.) имеет бесстержневые метелки и стебли длиной 110—120 см с сухой сердцевиной. Используется для изготовления веников, щёток, мётел.
Выделены две разновидности.
- восточноевразийская (Sorghum technicus convar. oriento-eurasieum Jakuschev.), отличается гибкими и сильно пониклыми ветвями метелок, колоски неопушенны. Культивируется на северо-востоке Китая[13].
- западноевразийская (Sorghum technicus convar. occidento-eurasieum Jakuschev. характеризуется более упругими и менее поникающими ветвями метелок, колоски опушенными, в особенности на концах. Культивируется в Средней Азии, Северной Африке, Южной Европе и Северной Америке[13].

### Современная классификация

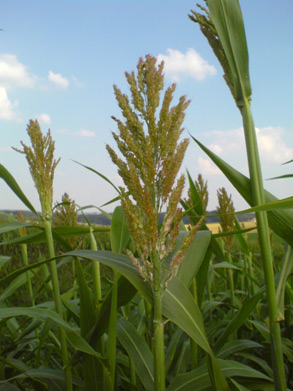
Сорго двуцветное

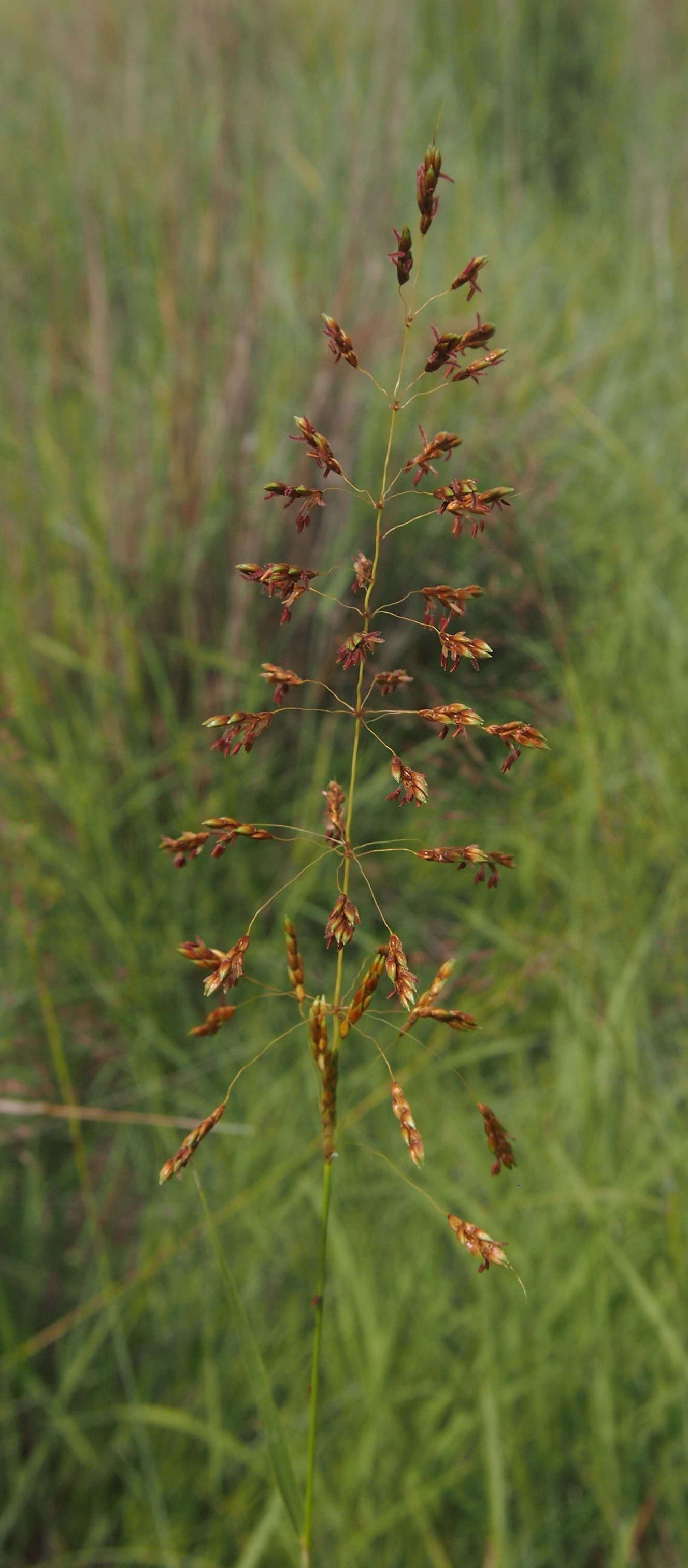
Sorghum nitidum

В современной классификации род делят на секции: Chaetosorghum, Heterosorghum, Parasorghum, Sorghum.
По данным сайта The Plant List род включает в себя следующие виды:
- Sorghum amplum Lazarides
- Sorghum angustum S.T.Blake
- Sorghum arundinaceum (Desv.) Stapf
- Sorghum bicolor (L.) Moench — Сорго зерновое
- Sorghum brachypodum Lazarides
- Sorghum bulbosum Lazarides
- Sorghum burmahicum Raizada
- Sorghum controversum (Steud.) Snowden
- Sorghum ecarinatum Lazarides
- Sorghum elliotii Stapf
- Sorghum exstans Lazarides
- Sorghum grande Lazarides
- Sorghum halepense (L.) Pers. — сорго алеппское, или гумай[22]
- Sorghum hewisonii (Piper) Longley
- Sorghum interjectum Lazarides
- Sorghum intrans F.Muell. ex Benth.
- Sorghum laxiflorum F.M.Bailey
- Sorghum leiocladum (Hack.) C.E.Hubb.
- Sorghum macrospermum E.D.Garber
- Sorghum matarankense E.D.Garber & Snyder
- Sorghum miliaceum (Roxb.) Snowden
- Sorghum nitidum (Vahl) Pers.
- Sorghum plumosum (R.Br.) P.Beauv.
- Sorghum propinquum (Kunth) Hitchc.
- Sorghum purpureosericeum (A.Rich.) Schweinf. & Asch.
- Sorghum stipoideum (Ewart & Jean White) C.A.Gardner & C.E.Hubb.
- Sorghum timorense (Kunth) Buse
- Sorghum trichocladum (Hack.) Kuntze
- Sorghum versicolor Andersson
- Sorghum virgatum (Hack.) Stapf
- Sorghum × almum Parodi
- Sorghum × derzhavinii Tzvelev
- Sorghum × drummondii (Nees ex Steud.) Millsp. & Chase